# Antikvitetskollegium
Antikvitetskollegium var ett statligt ämbetsverk i Sverige under stormaktstiden, som sysslade med fornforskning.
Redan kung Gustav II Adolf gav 1630 åt en kommission bestående av Johannes Bureus, Martin Aschaneus och Johan Axehielm i uppdrag att genom resor i landet verka för insamlande och bevarande av forntida minnen. Den 14 december 1666 underskrev Karl XI:s förmyndareregering en förordning om fornminnens bevarande. Samma dag föredrog rikskanslern greve Magnus Gabriel De la Gardie i senaten sin plan att för upprätta ett antikvitetskollegium, vilken fick stöd av regeringen.
I november 1667 fick det nya ämbetsverket sin instruktion. Ordförande blev Georg Stiernhielm, assessorer Johannes Loccenius, Johannes Schefferus, Olof Verelius och Johan Hadorph, alla framstående forskare. Utöver de egentliga antikviteterna skulle kollegiet ägna sig åt den gamla isländska och norska litteraturen, källorna till Sveriges äldre historia och rättsvetenskap samt åt kyrkohistoria och genealogi. I början hade kollegiet en livlig verksamhet och för de fornnordiska studierna anställdes en isländsk translator eller "translator i de gamla språken" (sysslan var besatt långt in på 1700-talet). För utgivande av källor till Sveriges historia och lagfarenhet arbetade Hadorph, för historien Jonas Werving m.fl., för kyrkohistorien Klas Örnhiälm.
Kollegiet, som först hade sitt säte i Uppsala, men flyttades 1690 till Stockholm och ombildades och reducerades 1692 till ett Antikvitetsarkiv under Kanslikollegium vid sidan av Kungliga biblioteket och Riksarkivet. Antikvitetsarkivets närmaste chef var en sekreterare, som på samma gång var riksantikvarie. Hadorph, länge verksamhetens eldsjäl, blev dess förste sekreterare. Även hans efterträdare, Johan Peringskiöld, bedrev en omfattande och mångsidig, men något okritisk verksamhet. Efter den senares död (1720) avtog verksamheten. Den främste av de följande sekreterarna, kanslirådet Carl Reinhold Berch, ägnade sig huvudsakligen åt numismatiken och även åt fornkunskapen ägnades intresse, medan historieskrivningen, språkforskningen och urkundsutgivningen låg nere.
Vid 1746–47 års riksdag väcktes förslag om förbättring av de "lärda verkens" i kansliet och följden blev att antikvitetsarkivet och Kungliga biblioteket sammanslogs under gemensam styrelse 1751. Med anledning av en sekreta utskottets skrivelse vid 1765–66 års riksdag blev 1767 åter åtskilda samtidigt som antikvitetsarkivets stat reducerades. Efter Berchs död (1777) – han efterträddes av Gudmund Jöran Adlerbeth – upphörde arkivet. År 1780 delades på befallning av hovkanslern dess böcker och manuskript mellan Kungliga biblioteket och Riksarkivet. Av vad som tillföll det förra har i senare tid dels pergamentsbreven, dels ett antal medeltidscodices (innehållande brevavskrifter samt cameralia) överlåtits till Riksarkivet.
År 1786 ställdes Antikvitetsarkivet under den då till en Vitterhets- historie- och antikvitetsakademi omorganiserade Vitterhetsakademien. Riksantikvariesysslan förenades med sekreteraresysslan i nämnda akademi, och under loppet av 1793 försvann Antikvitetsarkivet från kanslistaten, där det alltjämt för ett par tjänstemäns räkning haft plats på extra stat. Akademien övertog ansvaret för fornsakerna och myntsamlingen samt förvarar dessutom Hadorphs, Örnhiälms och Peringskiölds avskrifter av medeltidsbrev. 
Antikvitetsarkivets samlingar är sålunda delade mellan Riksarkivet, Kungliga biblioteket och Vitterhetsakademien (Statens historiska museum). Till sistnämnda institution överflyttades 1850 den del av dess officiella handlingar (från kollegiets stiftelse till 1720-talet), som 1780 kommit till Kungliga biblioteket.